# 34399 Hachiojihigashi
34399 Hachiojihigashi este un asteroid din centura principală de asteroizi.

## Descriere
34399 Hachiojihigashi este un asteroid din centura principală de asteroizi. A fost descoperit pe 7 septembrie 2000 la Bisei Spaceguard Center în cadrul programului BATTeRS. Asteroidul prezintă o orbită caracterizată de o semiaxă mare de 2,68 ua, o excentricitate de 0,10 și o înclinație de 9,6° în raport cu ecliptica.